# Mistassini
Mistassini (anglicky Lake Mistassini, francouzsky Lac Mistassini) je jezero v provincii Québec ve východní Kanadě. Nachází se na rozvodí v Lavrentijské vysočině v nadmořské výšce 372 m. Má rozlohu 2335 km². Je 161 km dlouhé a maximálně 19 km široké. Dosahuje maximální hloubky 183 m. Objem vody činí 150 km³.

## Vodní režim
Do jezera ústí řeky Chalifour, Takwa, Témiscamie , Wabissinane. Patří do skupiny jezer, ze které odtéká řeka Rupert.

## Vlastnosti vody
Jezero je zamrzlé od listopadu do června.

## Fauna a flóra
Jezero je bohaté na ryby.

## Ochrana přírody
Spolu s jezerem Albanel tvoří chráněné teritorium přehradní nádrž Mistassini.